# Kindergarten Kirschbachtal

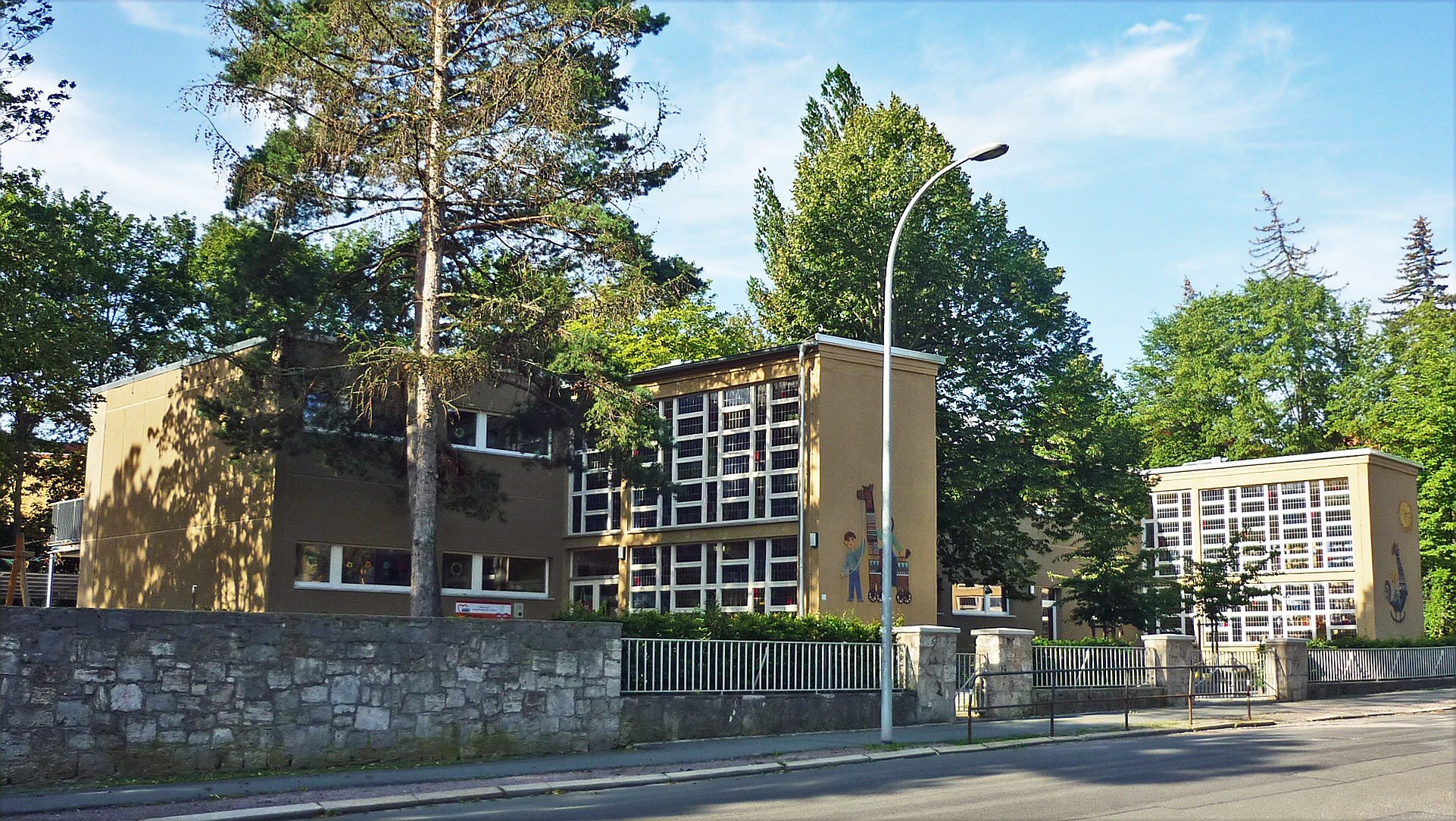
William-Shakespeare-Straße 13a

Der Kindergarten Kirschbachtal in der William-Shakespeare-Straße 13a in Weimars Westvorstadt entstand 1965 als Prototyp einer Serie von zweigeschossigen Flachdachbaukörpern, dessen Teile industriell gefertigt wurden. Die Einrichtung wurde am 10. Januar 1966 unter dem Namen Käte Duncker eröffnet und befindet sich seit dem 1. Oktober 1997 in freier Trägerschaft des AWO-Kreisverbandes Weimar e. V., dem heutigen AWO Regionalverband Mitte-West-Thüringen e. V.
Die Grundstücksmauer mit Zaunsgittern wurde aus Bruchstein errichtet. Die Keramikmotive an den Giebelwänden der beiden Flügel schuf der Keramiker Helmut Steindorf. Der den Kindern zur Verfügung stehende Grundstücksgarten hat die Fläche von 1500 Quadratmetern. In unmittelbarer Nähe befindet sich das namensgebende Kirschbachtal und das Hasenwäldchen. Projektiert wurde es von den Architekten Walter Schmidt und Gottfried Mempel (VEB Hochbauprojektierung Erfurt). 2009 bis 2011 erfolgte eine energetische Sanierung mit Außendämmung.
Direkt vor der Einrichtung befindet sich ein Haltepunkt der Stadtbuslinie 2.
Dieses Gebäude steht auf der Liste der Kulturdenkmale in Weimar (Einzeldenkmale).